# Université du Nouveau-Mexique
L’université du Nouveau-Mexique est une université publique américaine située à Albuquerque, au Nouveau-Mexique.
Fondée en 1889, elle propose des programmes de licence, de master, de doctorat et de diplôme professionnel. Le campus d'Albuquerque s'étend sur plus de 240 hectares.
Elle dispose d'antennes à Gallup, Los Alamos, Rio Rancho, Taos, et dans le comté de Valencia.

## Sport
Dans le domaine sportif, les Lobos du Nouveau-Mexique défendent les couleurs de l’université du Nouveau-Mexique.

## Articles connexes

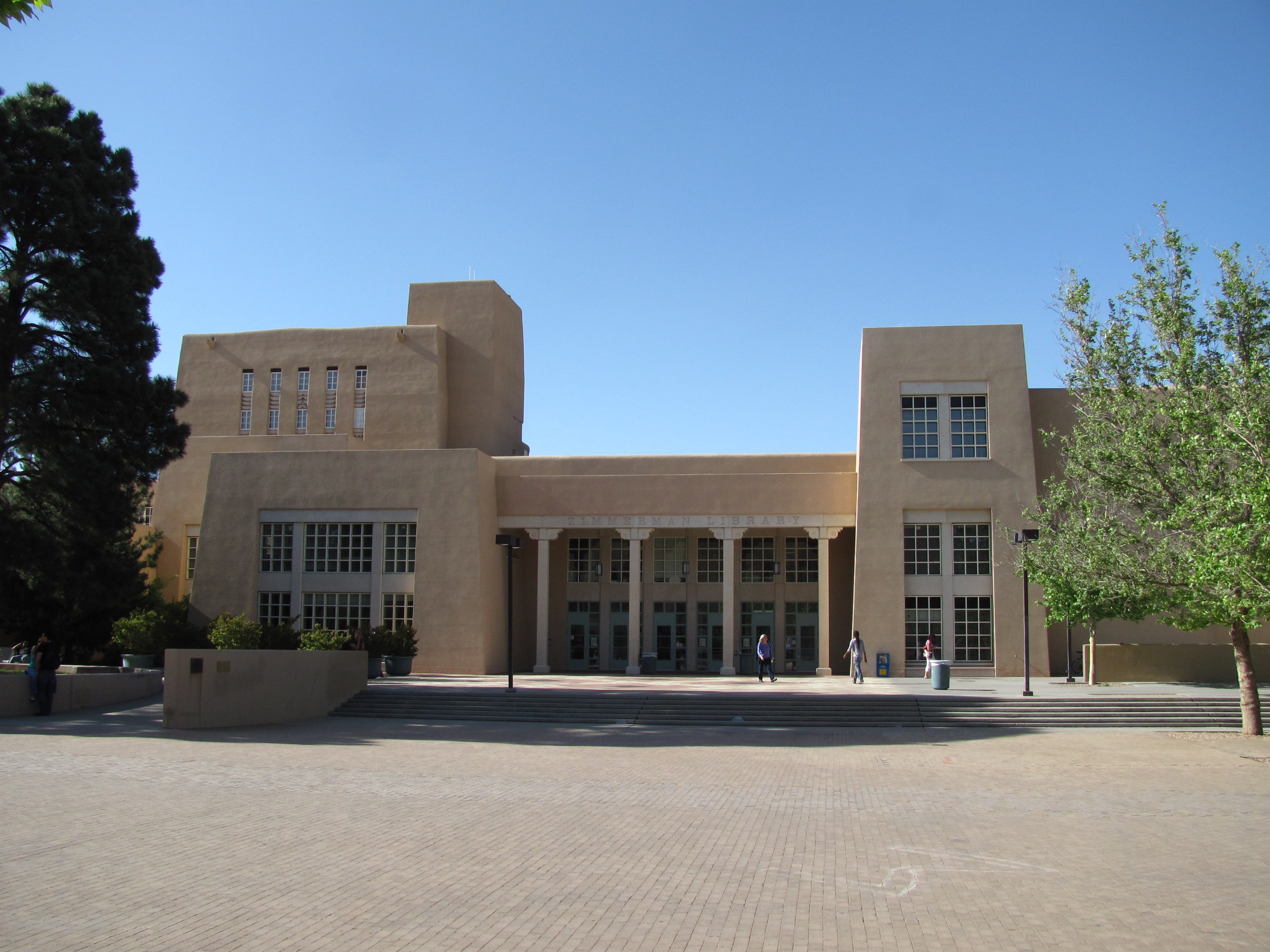

## Personnalités liées à l'université

### Professeurs
- Joseph Tainter

### Étudiants
- Robert Creeley
- Joy Harjo